# リチャード・ヒダルゴ
リチャード・ホセ・ヒダルゴ（Richard Jose Hidalgo , 1975年6月28日 - ）は、ベネズエラ・カラカス出身の元プロ野球選手（外野手）。右投右打。

## 経歴

### プロ入り - アストロズ時代 (1991 - 2004)
1991年7月2日に、ヒューストン・アストロズと契約。この年は、メジャー及びマイナーでの出場機会はなかった。
1992年は、ルーキー級のGCL・アストロズに所属し、51試合に出場。打撃面では、打率.310・1本塁打・27打点・14盗塁・OPS0.756という成績を残した。また、守備面では外野手として46試合で守りに就き (ポジション別の試合数は不詳) 、無失策だった。
1993年は、A級のアッシュビル・ツーリスツに昇格して111試合に出場。打率.270・10本塁打・55打点・21盗塁・OPS0.740という打撃成績と、108試合の外野守備で6失策・守備率.974という守備成績を残した。
1994年は、クアッドシティーズ・リバーバンディッツ (A級) で124試合に出場し、打率.292・12本塁打・76打点・12盗塁・OPS0.823という成績を記録。また、同年のミッドウェストリーグで、2位のケビン・ミラーに10本以上の差を付けるリーグトップの47二塁打を放った。守備面では、116試合の外野守備で11失策・守備率.953という成績を残した。
1995年は、AA級のジャクソン・ジェネラルズに昇格し、133試合に出場。打率.266・14本塁打・59打点・8盗塁・OPS0.743という打撃成績を残した。また、守備面では、ライト124試合とセンター5試合を守り、合計で5失策・守備率.981という成績だった。なお、この年はベースボール・アメリカ誌の有望株ランキングで34位に選ばれているが、ヒダルゴはこの年から4年連続で選ばれた。
1996年は、前年に引き続きジャクソンでプレー。130試合に出場して、打率.294・14本塁打・78打点・11盗塁・OPS0.791という成績を残した。守備では、前年と逆でセンターを守る機会の方が多く、センター113試合とライト17試合で計6失策・守備率.981だった。
1997年は、9月1日のミルウォーキー・ブルワーズ戦でメジャーデビューを果たした。この試合でヒダルゴは「6番・センター」としてスタメン起用され、メジャー初ヒットも放った。メジャーでは、最終的には19試合に出場し、打率.306・2本塁打・6打点・1盗塁・OPS0.842という成績を残した。守備面では、センター17試合、レフトとライト各1試合ずつで守りに就き、無失策だった。なお、マイナーではAAA級のニューオーリンズ・ゼファーズで134試合に出場し、打率.279・11本塁打・78打点・6盗塁・OPS0.761という成績を記録、5年連続で2ケタ本塁打を放った。
1998年はメジャーでの出場機会の方が多くなり、74試合に出場。打撃面では、打率.303・7本塁打・35打点・3盗塁・OPS0.829という成績を残し、デビューから2年連続で.300以上の打率を記録した。守備では、センター57試合、ライト14試合、レフト9試合を守り、トータルで3失策・守備率.978だった。また、マイナーではニューオーリンズで10試合に出場しただけであり、打率.167・1打点・OPS0.509という成績だった。
1999年は、8月に左の膝蓋骨の先天的な不具合に起因する炎症を起こし、手術を受けた為、それ以降の試合を欠場した。この年は108試合に出場し、打率.227・15本塁打・56打点・8盗塁・OPS0.748という成績を残した。守備は、前年と同じく外野3ポジション全てを守り、レフトとライトでは無失策だった。
2000年は、9月以降で29試合に出場し、打率.477・11本塁打・32打点を記録してプレイヤー・オブ・ザ・マンスに選出された。同年はキャリアハイの153試合に出場し、打率.314・44本塁打・122打点・13盗塁・OPS1.028という成績を記録。本塁打、打点、OPSのほか、複数の打撃部門でリーグ10位以内にランクインした。守備面では、センター125試合、ライト37試合、レフト36試合を守り、合計で7失策・守備率.984を記録した。
2001年のシーズン開幕前に、4年3,200万ドルの契約を結んだ (5年目は球団オプション) 。この年は146試合に出場し、打率.275・19本塁打・80打点・3盗塁・OPS0.811という成績で、特に本塁打は、前年の半分以下の本数に減少した。守備は、前年から引き続いて外野3ポジションを守り、144試合の外野守備で3失策・守備率.991を記録した。
2002年は、114試合の出場で打率.235・15本塁打・48打点・6盗塁・OPS0.734という成績で、打率、本塁打、打点の3部門は2年連続で低下した。また、監督批判、トレード志願、ロッカールームでの大暴れ等、複数の問題行動を起こした。そしてシーズンオフの11月21日、母国のベネズエラに帰国していたヒダルゴはカージャックに遭い、銃で左腕を撃たれた。しかし、骨は撃たれなかった為、翌2003年のキャンプには間に合った。
2003年はレギュラーに復帰し、141試合に出場。打率.309・28本塁打・88打点・9盗塁・OPS0.957という成績を残し、チームのMVPに選ばれた。守備では137試合でライトを守り、4失策・守備率.987・DRS+19という成績を記録。また、リーグトップのアシスト22を記録した。
2004年は、58試合に出場して打率.256・4本塁打・30打点・1盗塁・OPS0.721という打撃成績と、56試合のライト守備で2失策・守備率.982・DRS+7という守備成績を記録していた。

### メッツ時代 (2004)

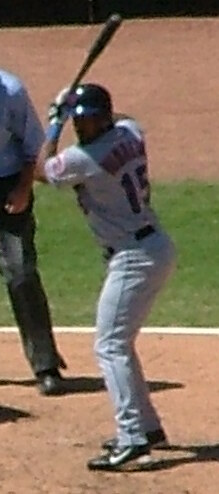
ニューヨーク・メッツ時代
(2004年8月7日)

2004年6月17日に、デービッド・ウェザーズ、ジェレミー・グリフィスとのトレードでニューヨーク・メッツへ移籍した。移籍後は86試合に出場し、打率.228・21本塁打・52打点・3盗塁・OPS0.759という成績を記録。また、守備面ではライトとレフトを計86試合で守り、4失策・守備率.977・DRS+9という成績を記録。2チーム計では、144試合の出場で打率.239・25本塁打・82打点・4盗塁・OPS0.745という打撃成績と、142試合の外野守備で6失策・守備率.979・DRS+16という守備成績を残した。また、アシスト14は2年連続でリーグ1位だった (この年はフアン・リベラとタイ) 。オフの11月1日にFAとなった。

### レンジャーズ時代 (2005)
2004年12月10日に、テキサス・レンジャーズと1年500万ドルで契約。
2005年は、レンジャーズで88試合に出場し、打撃面では打率.221・16本塁打・43打点・1盗塁・OPS0.705という成績を残した。また、守備面ではライト83試合とセンター3試合で守りに就き、合計で2失策・守備率.989・DRS+8という成績だった。オフの11月1日にFAとなった。

### レンジャーズ退団後
2006年2月26日にボルチモア・オリオールズと契約したが、3月7日に解雇された。この年は、2006年から2007年にかけて開催されるウィンターリーグのLVBPでプレー。ナベガンテス・デル・マガジャネスで54試合に出場し、打率.273・9本塁打・27打点・4盗塁・OPS0.840という成績を残した。守備面では、53試合でライトを守り、5失策・守備率.960という成績だった。
2007年も、LVBPのマガジャネスに所属して46試合に出場し、打率.291・13本塁打・30打点・1盗塁・OPS0.931という成績を残した。守備面では、32試合のライト守備で3失策・守備率.962だった。
2008年は、独立リーグであるアトランティックリーグのロングアイランド・ダックスに所属し、30試合に出場。打撃面では、打率.261・5本塁打・16打点・1盗塁・OPS0.811だった。守備面では、29試合でライトを守って無失策だった。更に同年は、マガジャネスでも53試合に出場し、打率.327・7本塁打・31打点・3盗塁・OPS0.921という成績を残した。
2009年は、キャリア初のメキシカンリーグでのプレーを経験。モンテレイ・サルタンズで2試合に出場した。また、4シーズン連続でマガジャネスでもプレーし、55試合の出場で打率.306・8本塁打・31打点・OPS0.909という成績を残した。
2010年及び2011年もマガジャネスに所属し、2シーズンで計42試合に出場したが、2020年2月時点で、それ以降は試合出場が記録されていない。

## 詳細情報

### 年度別打撃成績
| 年 度    | 球 団    | 試 合 | 打 席 | 打 数 | 得 点 | 安 打 | 二 塁 打 | 三 塁 打 | 本 塁 打 | 塁 打 | 打 点 | 盗 塁 | 盗 塁 死 | 犠 打 | 犠 飛 | 四 球 | 敬 遠 | 死 球 | 三 振 | 併 殺 打 | 打 率 | 出 塁 率 | 長 打 率 | O P S |
| -------- | -------- | ----- | ----- | ----- | ----- | ----- | -------- | -------- | -------- | ----- | ----- | ----- | -------- | ----- | ----- | ----- | ----- | ----- | ----- | -------- | ----- | -------- | -------- | ----- |
| 1997     | HOU      | 19    | 67    | 62    | 8     | 19    | 5        | 0        | 2        | 30    | 6     | 1     | 0        | 0     | 0     | 4     | 0     | 1     | 18    | 0        | .306  | .358     | .484     | .842  |
| 1998     | HOU      | 74    | 234   | 211   | 31    | 64    | 15       | 0        | 7        | 100   | 35    | 3     | 3        | 0     | 4     | 17    | 0     | 2     | 32    | 5        | .303  | .355     | .474     | .829  |
| 1999     | HOU      | 108   | 449   | 383   | 49    | 87    | 25       | 2        | 15       | 161   | 56    | 8     | 5        | 0     | 5     | 56    | 2     | 4     | 73    | 5        | .227  | .328     | .420     | .748  |
| 2000     | HOU      | 153   | 644   | 558   | 118   | 175   | 42       | 3        | 44       | 355   | 122   | 13    | 6        | 0     | 9     | 56    | 3     | 21    | 110   | 13       | .314  | .391     | .636     | 1.028 |
| 2001     | HOU      | 146   | 593   | 512   | 70    | 141   | 29       | 3        | 19       | 233   | 80    | 3     | 5        | 0     | 11    | 54    | 3     | 16    | 107   | 15       | .275  | .356     | .455     | .811  |
| 2002     | HOU      | 114   | 439   | 388   | 54    | 91    | 17       | 4        | 15       | 161   | 80    | 3     | 5        | 0     | 2     | 43    | 1     | 6     | 85    | 13       | .235  | .319     | .415     | .734  |
| 2003     | HOU      | 141   | 585   | 514   | 91    | 159   | 43       | 4        | 28       | 294   | 88    | 9     | 7        | 0     | 5     | 58    | 8     | 8     | 104   | 10       | .309  | .385     | .572     | .957  |
| 2004     | HOU      | 58    | 220   | 199   | 21    | 51    | 15       | 2        | 4        | 7     | 30    | 1     | 2        | 0     | 4     | 17    | 4     | 0     | 53    | 7        | .256  | .309     | .412     | .721  |
| 2004     | NYM      | 86    | 359   | 324   | 46    | 74    | 11       | 1        | 21       | 150   | 52    | 3     | 2        | 0     | 2     | 27    | 3     | 5     | 76    | 12       | .228  | .296     | .463     | .759  |
| '04計    | NYM      | 144   | 579   | 523   | 67    | 125   | 26       | 3        | 25       | 232   | 82    | 4     | 4        | 0     | 6     | 44    | 7     | 5     | 129   | 19       | .239  | .301     | .444     | .745  |
| 2005     | TEX      | 88    | 339   | 308   | 43    | 68    | 12       | 0        | 16       | 128   | 43    | 1     | 2        | 0     | 1     | 26    | 1     | 4     | 74    | 8        | .221  | .289     | .416     | .705  |
| MLB：9年 | MLB：9年 | 987   | 3929  | 3459  | 531   | 929   | 214      | 19       | 171      | 1694  | 560   | 48    | 34       | 0     | 43    | 358   | 25    | 67    | 737   | 67       | .269  | .345     | .490     | .835  |

### 背番号
- 15（1997年 - 1999年、2000年 - 2004年）
- 16（1998年）
- 51（2005年）